# Filip Koburg (1837–1905)
Filip, książę Belgii, hrabia Flandrii, właśc. nid. Filips Eugenius Ferdinand Maria Clemens Boudewijn Leopold George , fr. Philippe Eugène Ferdinand Marie Clément Baudouin Léopold Georges de Saxe-Cobourg-Gotha (ur. 24 marca 1837 w Château de Laeken w Laeken, zm. 17 listopada 1905 w Brukseli) – książę belgijski, hrabia Flandrii, młodszy syn pierwszego króla Belgów – Leopolda I i Ludwiki Marii Orleańskiej (córki króla Francuzów – Ludwika Filipa I).

## Małżeństwo
25 kwietnia 1867 w Berlinie poślubił Marię Luizę (1845-1912). Jego wybranka była córką Karola Antoniego, księcia Hohenzollern-Sigmaringen i pierwszego ministra Prus, oraz Józefiny Badeńskiej (córki wielkiego księcia Badenii – Karola Ludwika). Miał z nią dwóch synów i trzy córki:
- Baldwin Leopold (ur. 3 czerwca 1869, zm. 23 stycznia 1891)
- Henrietta Maria Charlotta Antonia (ur. 30 listopada 1870, zm. 29 marca 1948), żona Emanuela Orleańskiego, księcia Vendôme
- Józefina Maria (ur. 30 listopada 1870, zm. 18 stycznia 1871)
- Józefina Karolina (ur. 18 października 1872, zm. 6 stycznia 1958), żona Karla-Antona von Hohenzollern-Sigmaringen
- Albert I (ur. 8 kwietnia 1875, zm. 17 lutego 1934), król Belgów

## Dalsze życie
14 grudnia 1840 otrzymał tytuł hrabiego Flandrii. W 1869 został następcą tronu belgijskiego, gdyż jego brat, król Leopold II, nie miał synów. Hrabia Flandrii był jednak głuchy i z tego powodu zrezygnował z praw do tronu na rzecz swojego syna Baldwina. Po przedwczesnej śmierci Baldwina w 1891 następcą tronu został inny syn Filipa, książę Albert.
W 1862 proponowano mu koronę Grecji, a w 1866 – tron Rumunii. Filip odmówił przyjęcia tych godności z tych samych powodów, z jakich zrezygnował z praw do tronu Belgii.
Filip zmarł w 1905 w Brukseli i został pochowany w krypcie kaplicy pałacu Laeken. Jego syn – książę Albert został w 1909 królem Belgów jako Albert I.

## Odznaczenia
Odznaczony m.in. austriackim Orderem Złotego Runa w 1881.